# 谋圣鬼谷子
《谋圣鬼谷子》，是知名导演郭宝昌执导的一部2019年古装历史剧，讲述了春秋战国时期著名的纵横家、谋略家、教育家、经济学家“鬼谷先生”王禅极富神秘传奇色彩的一生。2013年8月29日在象山影视城开机。本劇於2019年11月8日在YOUTUBE首播。

## 剧情概述
公元前390年，魏国的太子和上大夫王错，粉碎了一场政变。公子缓被吴起流放，逃亡楚国。正在王错庆祝胜利之际，吴起为复仇和夺取王错手中的《孙子兵法》，率五百死士包围了王府，一家百余口被屠杀！吴起搜遍王府并未得到“兵法”。王夫人劫后生下一子起名王禅。被好友史太皓收养为义子，抚养成人与史的女儿青梅竹马，长大后相恋成亲。王禅找到父亲留下的《孙子兵法》苦读掌握了兵法精髓。并周游列国，想实现自己治理乱世的理想。为避乱世，他来到云蒙山一个叫做鬼谷的地方隐居办学，培养弟子，希望他们能帮助自己实现一统天下，建立一个安定的社会。人们再也不知王禅，只尊称他为“鬼谷子”。 

## 演员
| 演员   | 角色     | 介紹 |
| 段奕宏 | 王禅     | 王錯之子。姮娥、今淑的愛人。為解放奴隸變法。 與姮娥逃離楚王宮後，捨命返楚王宮解救今淑。 49集與姮娥有肌膚之親。 50集帶姮娥離開魏國。 51集在海邊與姮娥成婚後，領兵為自由而戰。 52集終與姮娥相守。 |
| 戚薇   | 今淑     | 韓國公主，韩王之妹。癡心於王禅，曾與其發生關係。與王禅一同入楚，在楚王宮受盡凌辱。 49集韩王死後，代王行權。 52集被魏齊燕趙秦諸國判火刑。                                                        |
| 祖峰   | 建       | 王禪同學，即姬元伯。周天子的私生子，其母是奴隸，被殘忍做成人面鼓。曾喜歡過今淑。 51集聯韓、楚攻魏，但楚王死、今淑被擒，無法來援。                                                               |
| 徐麒雯 | 姮娥     | 史太皓之女。王禅的愛人。 曾為王禅斷右掌、成為魏王的賢夫人。 45集被貶為奴隸，交由奴隸商帶往大梁。 49集與王禅有肌膚之親。 50集與王禅離開魏國。 51集在海邊與王禅成婚。 52集終與王禅相守。          |
| 倪大宏 | 楚王     | |
| 房子斌 | 魏王     | 周王后雯的弟弟。 37集想強佔姮娥。 51集殺了周太子宏、周王后雯。 |
| 张志忠 | 史太皓   | 王禪師傅 |
| 方旭   | 周天子   | |
| 刘栋   | 韩王     | 44集背叛今淑。49集毒殺今淑失敗，反被毒死。 |
| 马岩   | 啸公     | 魏國大臣 |
| 魏震   | 许戈     | 王禪同學。因遭設局而誤殺人，後被處死。 |
| 劉彦卿 | 公子昂   | |
| 劉笑   | 姬呈     | |
| 鄭楚一 | 吳起     | 楚國大將，為戰爭變法，被王禅殺死、取而代之。 |
| 王堯   | 范渠     | |
| 丁宇辰 | 魏太子   | |
| 孫鵬濱 | 楚太子   | 44集弒父奪位，嫁禍王禅。 |
| 李斌   | 周太子宏 | 51集被魏王殺死。 |
| 宋軍   | 子英     | |
| 張陸   | 子布     | |
| 任天磊 | 公子藏   | |
| 張倩如 | 智兒     | 姬元伯的愛人，曾是其家奴，43集脫奴籍。 與魚（另一名奴隸）從小是青梅竹馬，私定終身，43集魚被姬元伯殺害後，47集也被姬元伯殺害。                                                                   |
| 俞穎   | 倩兒     | 韩王的女人。 |
| 叶童   | 鍾萍     | 王禅之母（客串） |